# Centro trasmittente di Milano

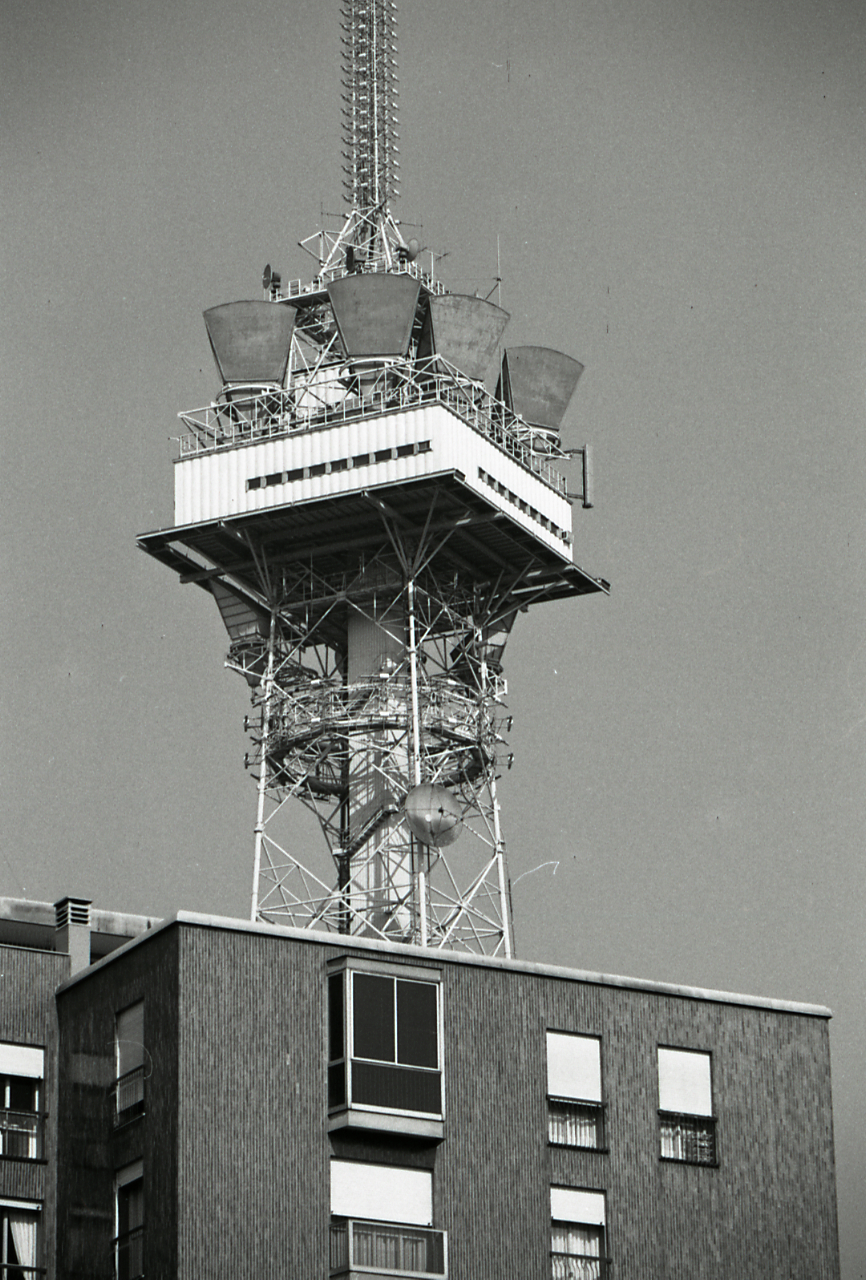
Dettaglio del centro trasmittente Rai di Milano. Foto di Paolo Monti, 1975.

Il centro trasmittente di Milano è un'importante postazione radiotelevisiva della Lombardia occidentale; di proprietà RAI, si trova all'interno della sede RAI in corso Sempione 27 e possiede un'antenna da 100 m.

## Storia
Il sito di Milano inizia a operare il 12 aprile del 1952, agli albori della televisione italiana. Precedentemente L'EIAR, per iniziativa dell'ingegnere Alessandro Banfi, nel 1929 aveva effettuato le sue trasmissioni sperimentali televisive dalla Torre Branca (ex torre littoria) sui 45 MHz con 1 kW.
L'impianto di Milano è uno dei primi ripetitori attivati in Italia assieme a quelli di Caltanissetta, Torino Eremo, Monte Penice, Genova Portofino, Monte Serra, Monte Peglia e Roma.
Il 4 gennaio 1954 iniziano le trasmissioni del Programma Nazionale (attuale Rai 1) sul canale VHF G (203,5 MHz) che rimarrà attivo fino al 30 giugno 2009, per essere ricanalizzato sul canale VHF 09 (205,5 MHz). Verrà spento il 26 novembre 2010 per il passaggio al digitale terrestre e convertito nel Mux 1 RAI (dopo ben 57 anni di servizio).
Nel 1961 viene attivato sul canale UHF 26 il Secondo Programma (attuale Rai 2) e nel 1979 si attivano gli impianti per la terza rete (Rai 3) a diffusione regionale sul canale UHF 33.
In tempi più recenti, nel 2004, è stato attivato sul canale UHF 22 il multiplex digitale RAI Mux B.
Dal 26 novembre 2010 tutte le postazioni televisive del centro trasmittente sono passate al digitale terrestre.

Immagini del centro nelle foto di Paolo Monti
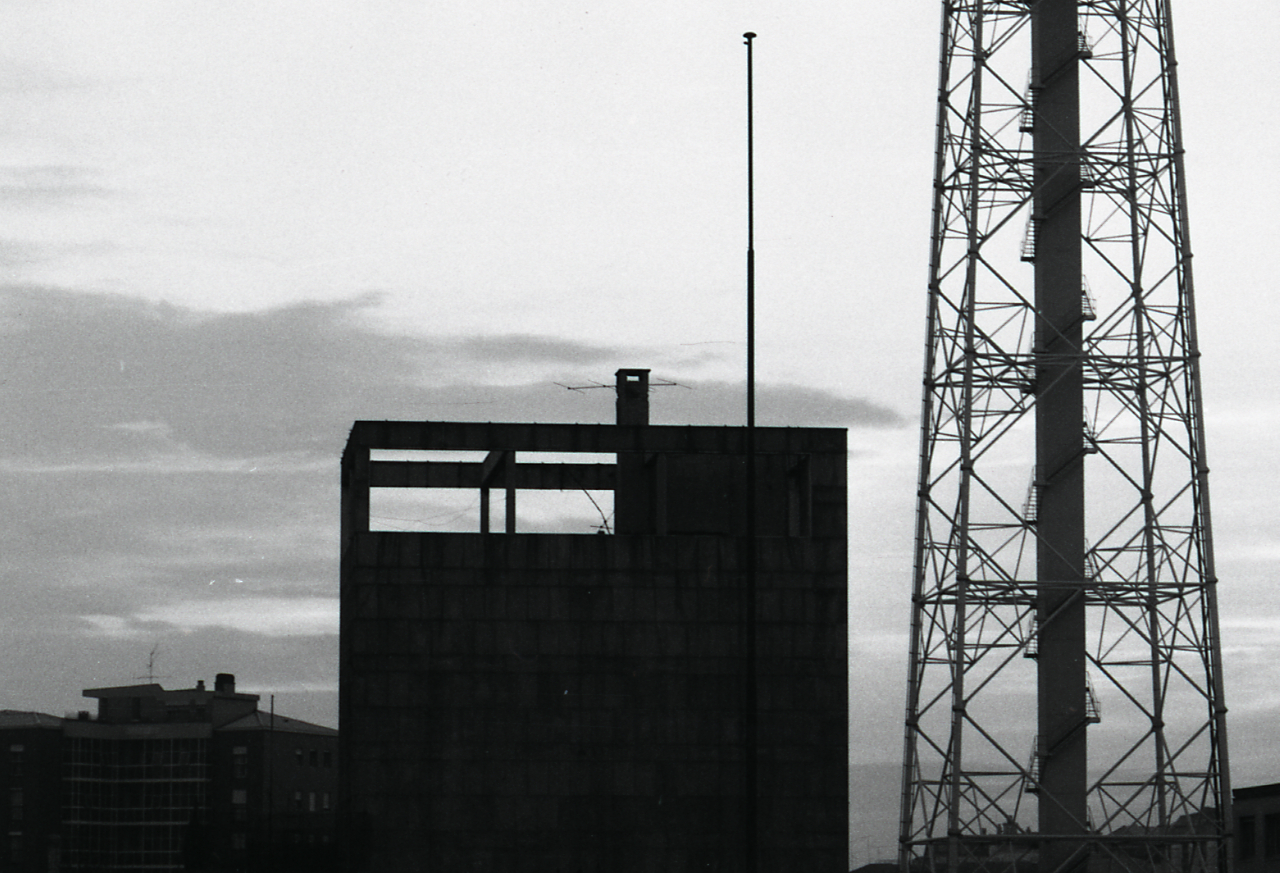
1973
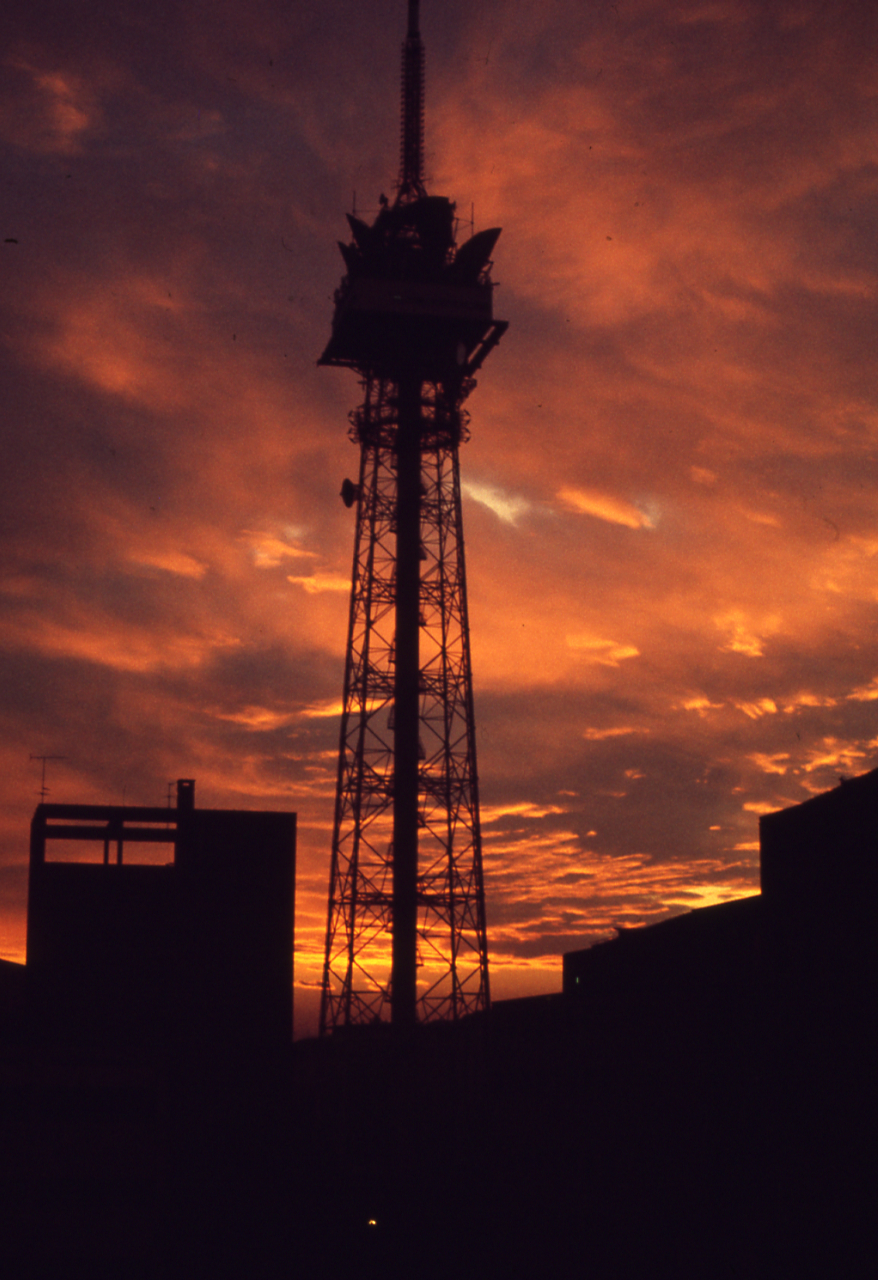
1982
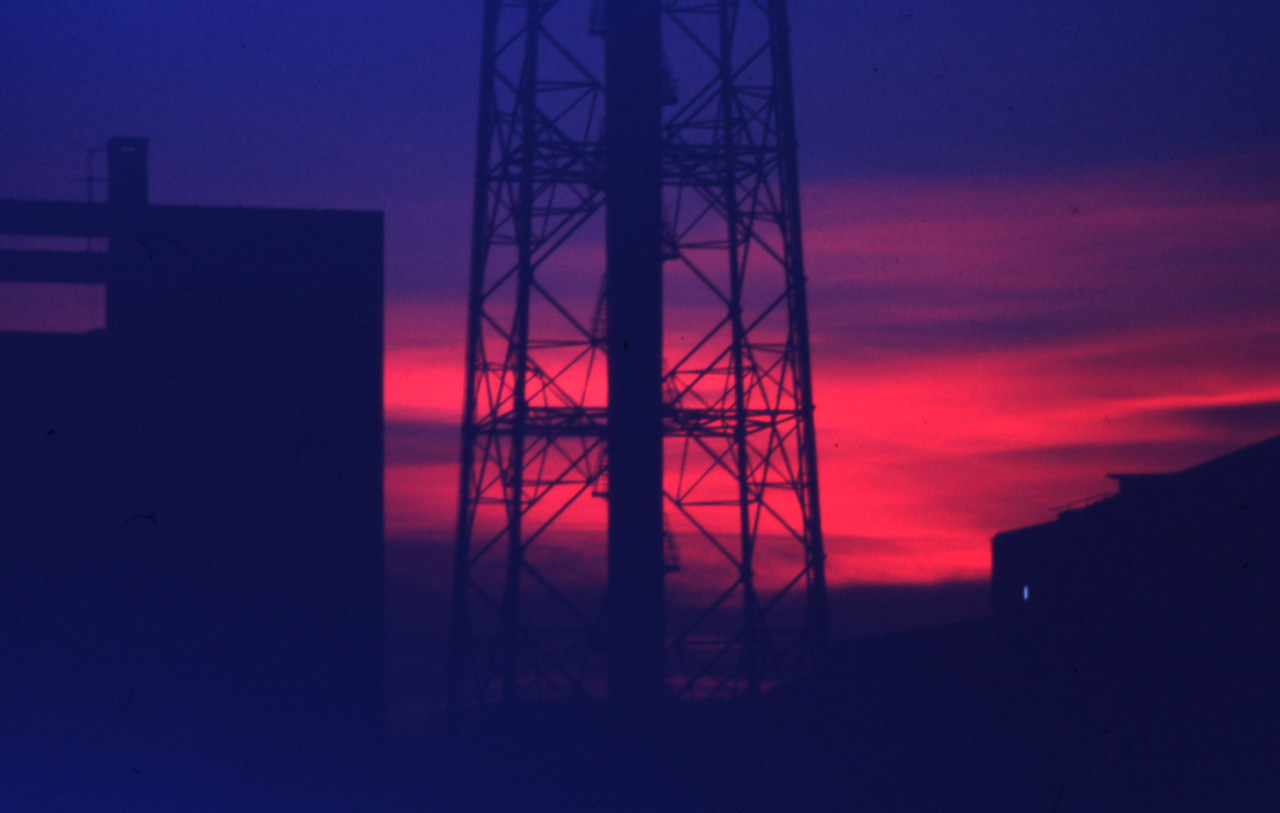
1982

## Copertura
La copertura del Centro trasmittente di Milano si estende dal Piemonte orientale alla provincia di Bergamo fino alla città di Como, coprendo principalmente la Lombardia occidentale.

## Emissioni televisive

### Multiplex digitale terrestre
| Canale | Nome             | Polarizzazione |
| ------ | ---------------- | -------------- |
| 30     | RAI MUX MR 1     | Orizzontale    |
| 34     | Raiway Lombardia | Orizzontale    |

## Emissioni radiofoniche

### Radio FM
Da Corso Sempione venivano trasmesse:
Le frequenze sono espresse in MHz
- 88,1 - Rai Gr Parlamento
- 90.6 - Rai Radio 1 Lombardia
- 93,7 - Rai Radio 2
- 99,4 - Rai Radio 3
- 102,2 - Rai Radio 3 Classica

In seguito all'installazione del nuovo traliccio Rai Way sul tetto della Torre Isozaki (Grattacielo Allianz) le emissioni delle Radio Rai sono state trasferite da corso Sempione al nuovo impianto.

### DAB
| Canale | Nome       |
| ------ | ---------- |
| 7D     | DAB ITALIA |
| 11C    | SPACEDAB   |
| 12C    | MEDIA DAB  |